# 太和 (新羅)
太和（たいわ、태화）は新羅が用いた独自の年号のうちで最後となったもの。第28代の真徳女王の元年（647年）から4年（650年）まで用いられた。
650年より唐の年号である永徽を用いることとなった。

## 西暦・干支との対照表
| 太和 | 元年  | 2年   | 3年   | 4年   |
| 西暦 | 647年 | 648年 | 649年 | 650年 |
| 干支 | 丁未  | 戊申  | 己酉  | 庚戌  |